# Tell Abu Salabikh
Tell Abu Salabikh is een archeologische vindplaats in Irak. Het was een kleine Sumerische stad in het 4e - 3e millennium v.Chr. De stad lag zo'n 20 km ten noordwesten van Nippur. De eerste vermelding van de heuvel was in 1956 in de Akkad Survey. Het was toen al duidelijk dat het een nederzetting uit de Vroeg-Dynastieke tijd moest zijn. In 1963 en 1965 werkten D.P. Hansen en V.E. Crawford er. De naam Salabikh (ṣalbūḫ, meervoud: ṣalābīḫ) betekent zoiets als klinker, klinkerafval of sintel en op de heuvel is inderdaad dat soort materiaal aan te treffen. Opgravingen werden voortgezet tot in de jaren 1980. Er werd veel materiaal uit de Vroeg-dynastieke tijd gevonden of op de westelijke heuvel ook de overgang van de Uruk-tijd naar ED I. De onderzoekers vermijden de term Jemdet Nasr-periode omdat het daarvoor typerende polychroom beschilderde vaatwerk hier niet aangetroffen wordt. Van veel van de vondsten die in het Iraakse museum terechtgekomen waren, wordt gevreesd dat zij later gestolen zijn,
Er zijn een aanzienlijk aantal kleitabletten uit de Vroeg-Dynastieke tijd aangetroffen, waaronder fragmenten van een vroege kopie van de Tempelhymne van Keš en de Vermaningen van Šuruppak.
De vindplaats bestaat uit vier bewoningsheuvels aan weerszijden van de oevers van een oud rivierkanaal.
Koolstofdateringen laten zien dat de vondsten dateren uit een periode die reikt van de 36e tot de 25e eeuw v.Chr. Dit komt overeen met midden-Uruk tot en met ED IIIb. Er zijn echter geen vondsten uit de tijd rond 3000 v.Chr. en het lijkt erop dat er in de Jemdet Nasr-periode enige tijd geen bewoning was. De gevonden teksten stammen uit de ED IIIa periode van 2650-2500 v.Chr.
Op de zuidelijke heuvel van de vindplaats zijn de restanten van een groot gebouw aangetroffen dat als een paleis uit de ED III geïnterpreteerd wordt. Dit zou goed passen met het idee dat in deze tijd het koningschap en het paleis een centrale rol in de maatschappij zijn gaan spelen. Voor de eerdere ED I en II periodes is dat veel minder duidelijk. De naam van de oude stad is niet bekend hoewel er epigrafisch materiaal gevonden is dat verwijst naar "veld(en) van de koning" en een "koning van Ereš". Mogelijk is Ereš dus de oude naam van de stad.